# 北四川路区
北四川路区（ほくしせんろ-く）は中華人民共和国上海市にかつて存在した区。現在の虹口区の一部に相当する。

## 歴史
1945年（民国34年）に設置された。1956年に廃止され、管轄区域は虹口区に編入された。